# Coeloides ungularis
Coeloides ungularis är en stekelart som beskrevs av Thomson 1892. Coeloides ungularis ingår i släktet Coeloides och familjen bracksteklar. Arten är reproducerande i Sverige. Utöver nominatformen finns också underarten C. u. watanabei.